# Загнітник головчастий
Загнітник головчастий або занігтиця голівчаста (Paronychia cephalotes) — вид трав'янистих рослин родини гвоздичні (Caryophyllaceae), поширений на півдні Європи й у Туреччині. Етимологія: грец. κεφαλη — «голова», грец. -οτεϛ — прикметниковий суфікс, який вказує на певну особливість.

## Опис
Однорічник, 5–10 см заввишки. Квіти в головчастих суцвіттях; чашечка 2.5–4 мм, чашолистки вузьколінійні, гострі. Плід удвічі коротший від чашечки. Листки ланцетні, при верхівці зігнуті. Надземні пагони стеляться, внизу з одеревінням.

## Поширення
Європа: Україна, Молдова, Румунія, Болгарія, Угорщина, Греція, Македонія; Азія: Туреччина.
В Україні зростає на кам'янистих схилах, на відслоненнях — на півдні Степу і в Криму, часто; в Лісостепу, спорадично.